# Бакова
Бакова (рум. Bacova) — село у повіті Тіміш в Румунії. Адміністративно підпорядковане місту Бузіаш.
Село розташоване на відстані 382 км на північний захід від Бухареста, 27 км на південний схід від Тімішоари.

## Населення
За даними перепису населення 2002 року у селі проживали 1544 особи.
Національний склад населення села:
| Національність | Кількість осіб | Відсоток |
| -------------- | -------------- | -------- |
| румуни         | 1312           | 85,0%    |
| німці          | 105            | 6,8%     |
| угорці         | 50             | 3,2%     |
| цигани         | 36             | 2,3%     |
| словаки        | 21             | 1,4%     |
| українці       | 13             | 0,8%     |

Рідною мовою назвали:
| Мова       | Кількість осіб | Відсоток |
| ---------- | -------------- | -------- |
| румунська  | 1351           | 87,5%    |
| німецька   | 102            | 6,6%     |
| угорська   | 42             | 2,7%     |
| циганська  | 20             | 1,3%     |
| словацька  | 15             | 1,0%     |
| українська | 11             | 0,7%     |